# Urothemis assignata
Urothemis assignata là một loài chuồn chuồn ngô thuộc họ Libellulidae. Nó được tìm thấy ở Angola, Bénin, Botswana, Cameroon, Cộng hòa Dân chủ Congo, Bờ Biển Ngà, Guinea Xích Đạo, Ethiopia, Gambia, Ghana, Guinea, Kenya, Liberia, Madagascar, Malawi, Mozambique, Namibia, Niger, Nigeria, Senegal, Somalia, Nam Phi, Tanzania, Togo, Uganda, Zambia, Zimbabwe, và có thể Burundi. Các môi trường sống tự nhiên của chúng là sông, đất ngập nước với cây bụi là chủ yếu, hồ nước ngọt, hồ nước ngọt có nước theo mùa, đầm nước ngọt, và đầm nước ngọt có nước theo mùa.